# Menacella rubra
Menacella rubra is een zachte koraalsoort uit de familie Plexauridae. De koraalsoort komt uit het geslacht Menacella. Menacella rubra werd in 1931 voor het eerst wetenschappelijk beschreven door Aurivillius. 